# Гроне
Гроне (итал. Grone) је насеље у Италији у округу Бергамо, региону Ломбардија.
Према процени из 2011. у насељу је живело 598 становника. Насеље се налази на надморској висини од 353 м.

## Становништво
| 1936. | 1951. | 1961. | 1971. | 1981. | 1991. | 2001. | 2011. |
| ----- | ----- | ----- | ----- | ----- | ----- | ----- | ----- |
| 786   | 841   | 814   | 779   | 749   | 716   | 730   | 913   |